# Teatro Schiller
El Schillertheater es un teatro de Berlín que entre 1920-30 fue sede del Preußisches Staatstheater Berlin y de 1951 a 1993 del Staatliche Schauspielbühnen Berlin. Se ubica en el distrito de Charlottenburg en el número 110 de la Bismarck-Strasse, en las cercanías de la Plaza Ernst Reuter.
El primer edificio fue construido entre 1905-1906 de acuerdo a planos del arquitecto muniqués Max Littmann y destruido por los bombardeos a Berlín en 1943. La nueva sede se construyó entre 1950-1951 con diseño de Heinz Völker y Rudolf Grosse. En 1993 el Senado de Berlín decide el cierre del edificio, por considerar que no se adapta a las condiciones artísticas exigidas para ser sede del Staatstheater.  En los años sucesivos el edificio se alquila a promotores teatrales privados para espectáculos de teatro musical.
Desde octubre de 2010 hasta la temporada 2017-18, tras unas rápidas obras de reforma, se convirtió en la sede de la Staatsoper Unter den Linden durante los siete años que duraron las obras de reforma de su sede.